# Fraser Fyvie
Fraser Anderson Fyvie (* 27. März 1993 in Aberdeen) ist ein schottischer Fußballspieler.

## Karriere
Am zweiten Spieltag der Saison 2009/10 der Scottish Premier League (SPL) absolvierte er gegen Hamilton Academical sein erstes Profispiel für den FC Aberdeen. Dabei war er mit 16 Jahren und 5 Monaten der bislang jüngste Debütant des FC Aberdeen. Mit seinem ersten am 27. Januar 2011 – dem 22. Spieltag – erzielten Treffer im Auswärtsspiel gegen Heart of Midlothian ist Fraser Fyvie der bislang jüngste Torschütze überhaupt in der SPL. Nach drei Spielzeiten in der Scottish Premier League wechselte Fyvie nach Ende der Saison 2011/12 nach England zu Wigan Athletic, wo er für drei Spielzeiten unterschrieb.

## Erfolge
- Scottish FA Cup: 2015/16